# Ашур-Ада
Ашур-Ада, Ашурада, Ашур-Аде (перс. آشوراده‎, туркм. Aşyr Ada) — единственный остров иранского побережья Каспийского моря. Поверхность Ашур-Ады составляет 800 гектаров (2000 акров). Остров находится в юго-восточной части Каспийского моря, в Астрабадском (Горганском) заливе, около восточной оконечности полуострова Мианкале, в 3 км от Бендер-Торкемена и в 23 километрах от города Горган.

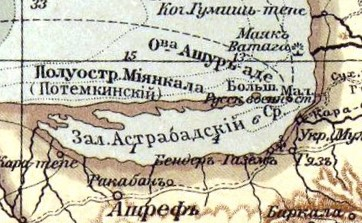
На российской карте 1905 года даны наименования всем трём островам Ашур-Аде (с запада на восток): Большой, Средний и Малый

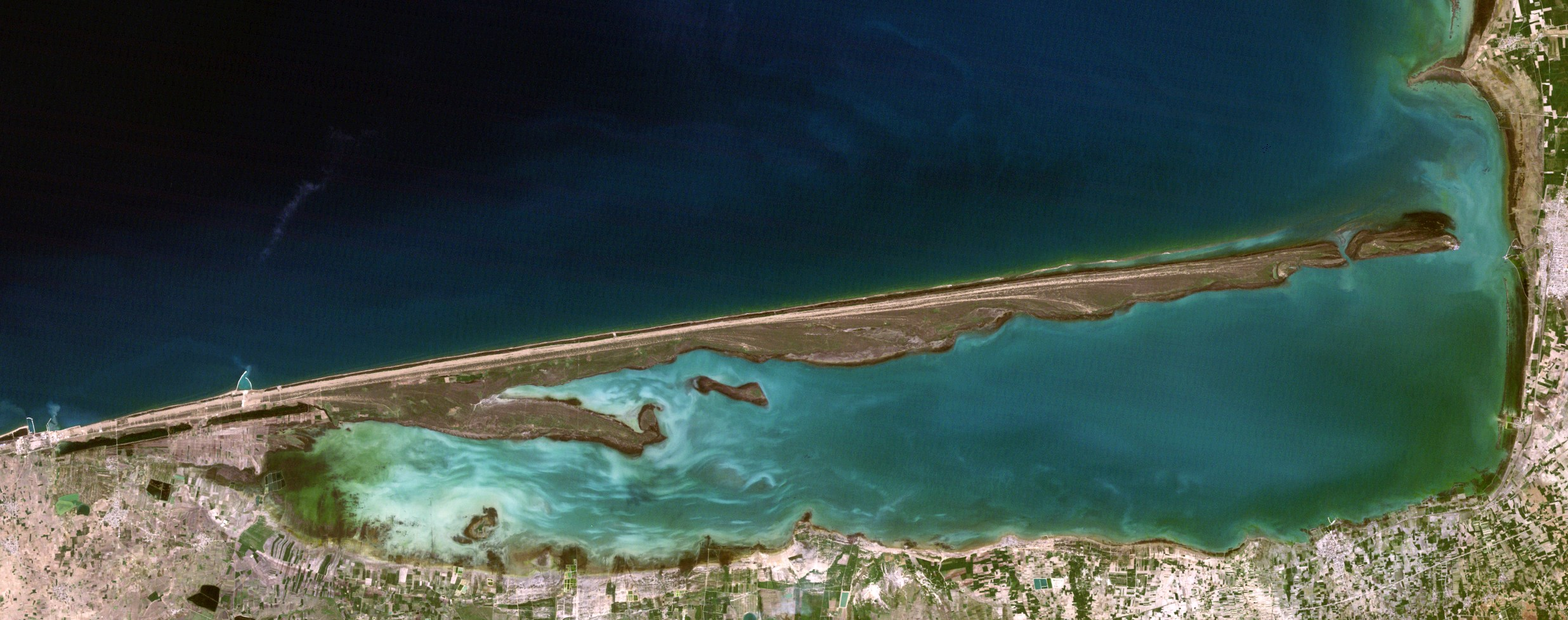
В середине 1990-х годов отмечался максимально высокий уровень Каспийского моря, что привело к тому, что самая восточная часть песчаной косы Мианкале вновь отделилась и сформировала остров Ашур-Ада (космический снимок со спутника LandSat-5 от 1 апреля 1995 года)

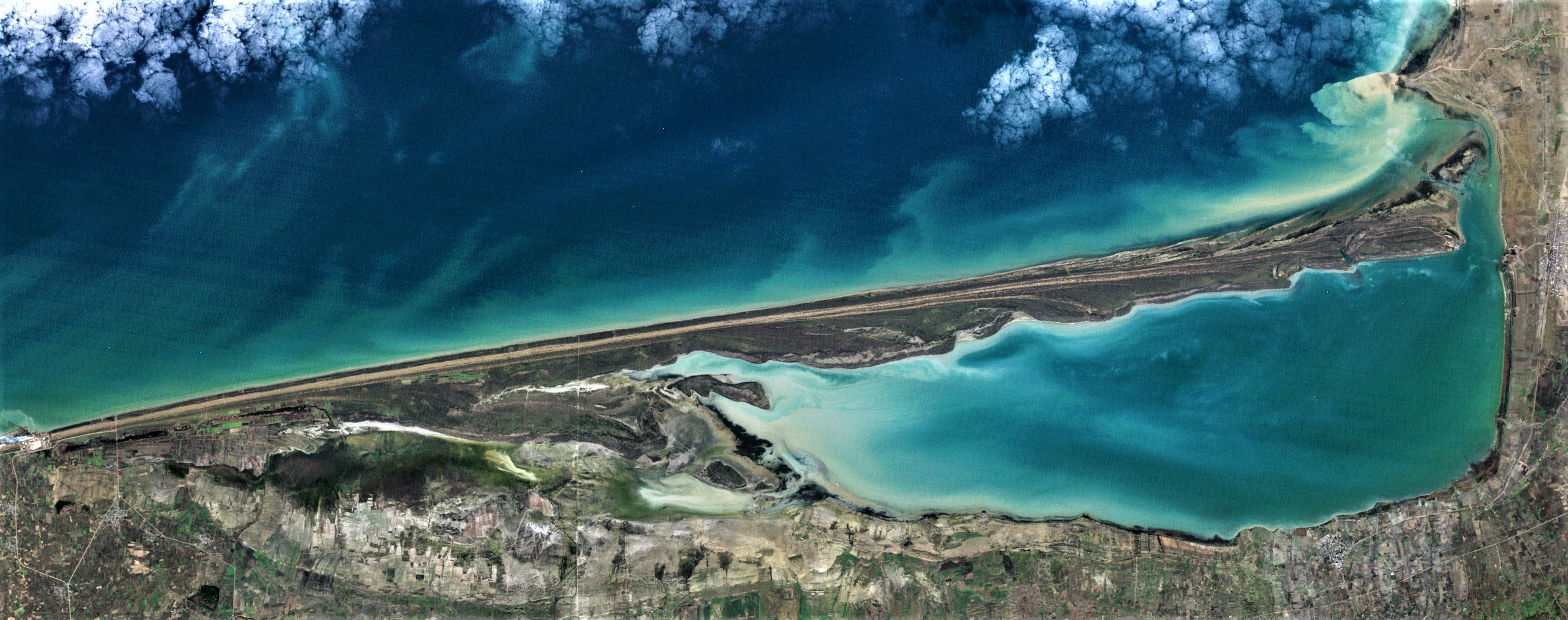
В середине 1980-х годов несмотря на некоторое повышение уровня Каспийского моря восточная часть песчаной косы Мианкале включает в себя бывший остров Ашур-Ада (космический снимок со спутника LandSat-5 от 30 декабря 1984 года)

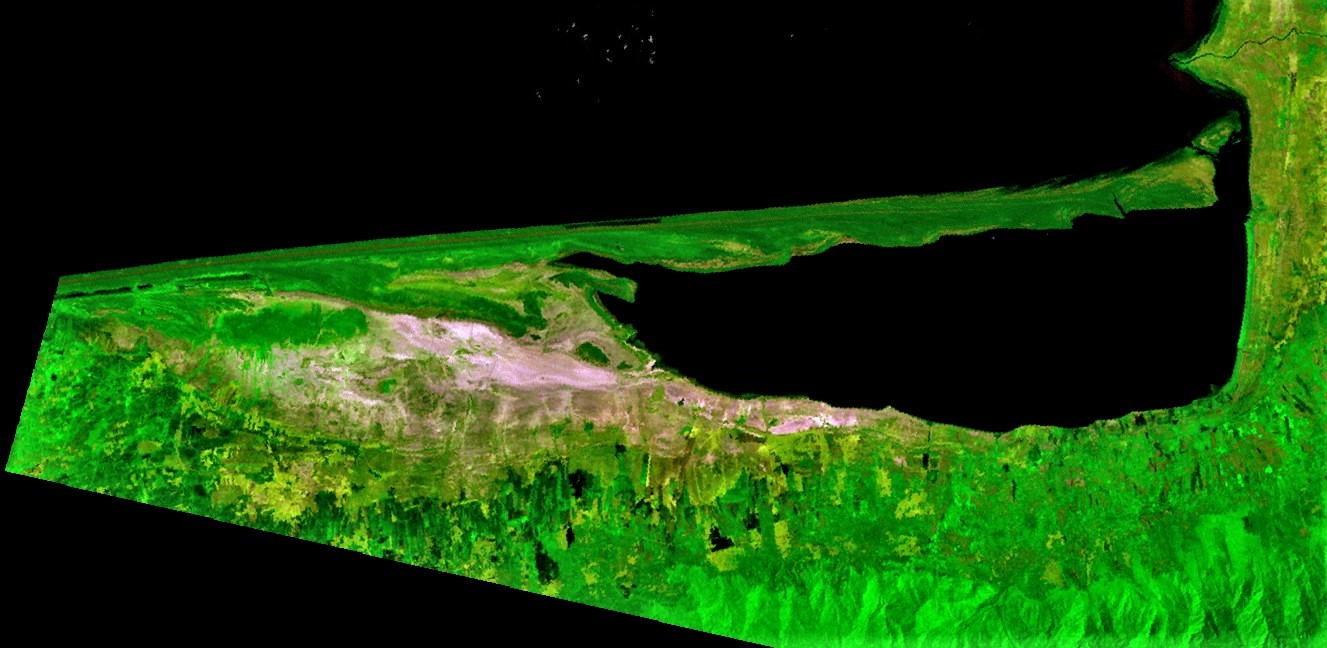
В середине 1970-х годов при низком уровне Каспийского моря вся западная часть Горганского залива высохла, восточная часть песчаной косы Мианкале включает в себя бывший остров Ашур-Ада (космический снимок со спутника LandSat-2 от 5 июля 1975 года)

До острова можно добраться через порт Бендер-Торкемен. На Ашур-Аде имеется завод по переработке морепродуктов. Более 50 % иранской чёрной икры производится около Ашур-Ады. На острове расположены 9 прибрежных станций.
Остров является песчаным и невысоко поднимается над уровнем моря. В XIX веке остров имел длину около 3 км, ширину — приблизительно 600 м. Из-за изменения уровня Каспийского моря впоследствии он стал полуостровом.

## Исторические события
По отождествлению В. В. Бартольда, принятому З. М. Буниятовым, Ашур-Ада является островом Абескун, на который в 1220 году бежал после разгромных поражений от монголов некогда самый могущественный хорезмшах Ала ад-Дин Мухаммед II. Известно, что Абескуном в те времена называлась морская гавань в устье реки Гурган (ныне Горган). Впрочем, в восточных словарях остров султана фигурировал в качестве исчезнувшего из-за подъёма моря. Согласно Л. Н. Гумилёву, это место являлось лепрозорием (в художественной форме гибель покинутого всеми правителя среди прокажённых описана в исторической повести «Чингиз-хан» В. Г. Яна).

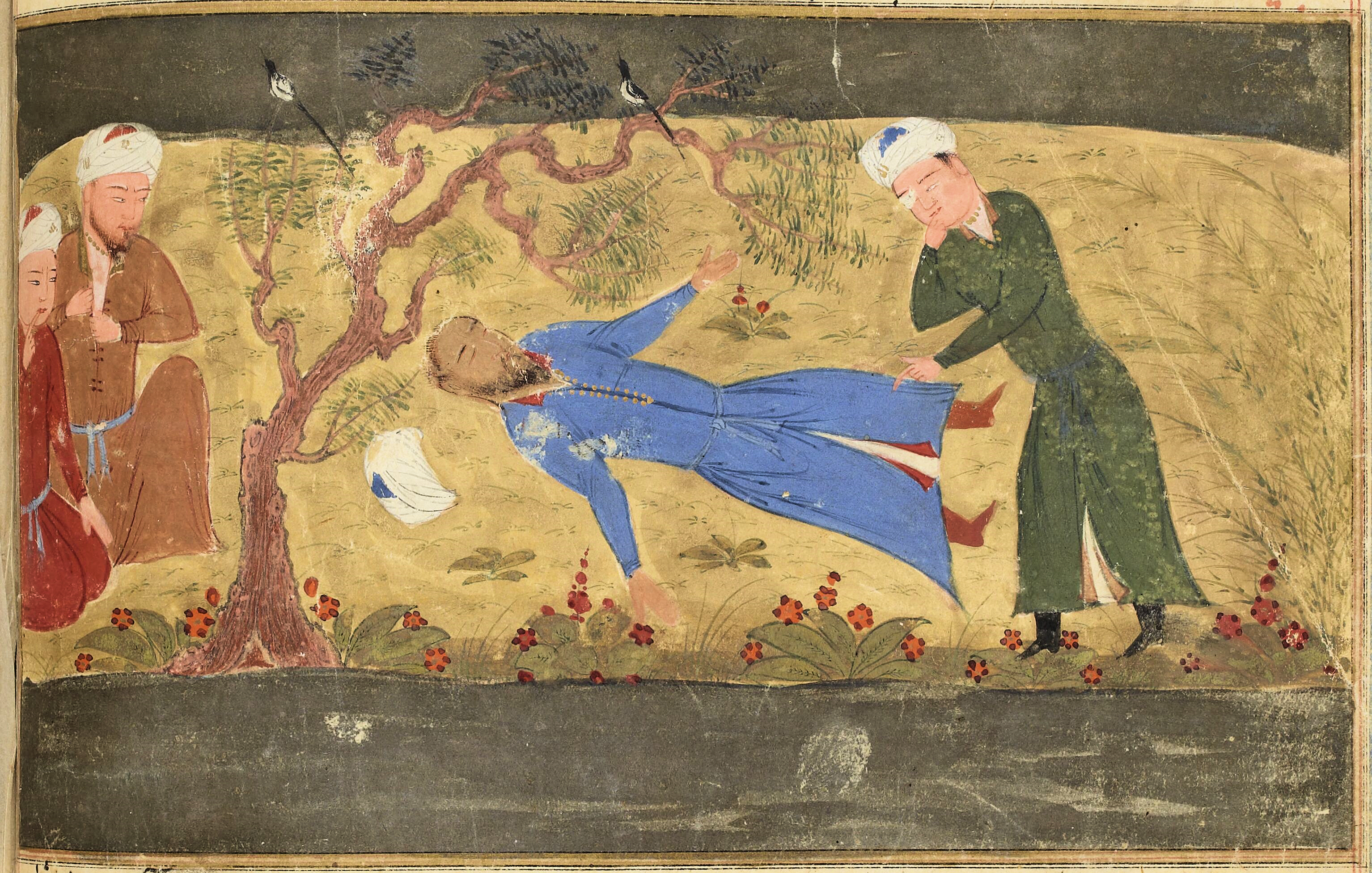
Смерть хорезмшаха Мухаммеда II. Иллюстрация в «Джами ат-таварих»

Больной тяжёлой пневмонией султан скончался на острове, вероятно, в декабре того же года (или январе 1221 года), в нищете: согласно Ан-Насави, у его детей даже не нашлось материи для савана.
В 1841 году в соответствии с Туркманчайским договором 1828 года, в котором подтверждалось исключительное право России держать военный флот на Каспийском море, Персия уступила Российской империи право на строительство островной военной базы на входе в Астрабадский залив.
В 1842 году на Ашураде, к тому моменту являвшемуся необитаемым, с острова Сара была переведена морская станция Каспийской флотилии, получившая название Астрабадской станции. Пункт был заложен для противодействия туркменскому разбою, ранее беспрепятственно вредившему соседним берегам. Капитан I ранга Путятин в 1842 году впервые привёл в Астрабадский залив пароход, наведя панический страх на туркмен. На острове были возведены церковь, несколько домов и амбаров. Продолжительные годы здесь проводились метеорологические наблюдения. По результатам наблюдений была установлена среднегодовая температура в +17,6; среднемесячная температура января — +7,0; июля — +27,2, что было наиболее тёплым по тогдашней территории России. Кроме того, по методике капитана Н. М. Филиппова долгое время изучалось изменение уровня Каспийского моря. С 1846 года в Астрабадский залив стали ходить суда компании «Елизаров, Баранов, Ракизов и К°», с 1862 года — пароходы общества «Кавказ и Меркурий».
С 1842 года по осень 1917 года российские корабли Каспийской флотилии постоянно базировались в Астрабадской станции на Ашур-Аде и в порту Энзели. После революционных событий 1917 года Астрабадская станция перестала функционировать, а в 1919 году она была разрушена отрядом англичан.
В июле 1919 года на острове высадилась дипломатическая миссия РСФСР в составе И. О. Коломийцева, Куманова-Асхабадского и Карапетьяна. По советско-иранскому договору о дружбе 1921 года он был возвращён Персии.
Советские корабли находились в районе Ашур-Ады в 1920—1921 и в 1941—1946 годах. 24 марта 1946 года правительство СССР заявило о выводе своих войск из Ирана. 2—26 февраля 1946 года советские части были выведены с южного побережья Каспийского моря и сопредельных с туркменской границей районов.